# Rossland
Rossland è una città canadese che si trova nel Distretto regionale di Kootenay Boundary, una regione della Columbia Britannica. Il nome deriva da quello del minatore Ross Thompson, che la fondò nel 1890. Nel 2006 contava 3.278 abitanti; posta a un'altitudine superiore a 1000 m s.l.m., è una stazione sciistica che in passato ha anche ospitato gare della Coppa del mondo di sci alpino.